# برايان ويلزي
برايان ويلزي (بالإنجليزية: Brian Welsh)‏ (23 فبراير 1969 بإدنبرة في المملكة المتحدة - ) هو مدرب كرة قدم ولاعب كرة قدم بريطاني في مركز الدفاع. لعب مع دندي يونايتد ونادي هيبرنيان ونادي ستنهاوسموير ونادي كاودينبيث لكرة القدم ونادي كلايدبانك ‏.

## وصلات خارجية
- برايان ويلزي على موقع قاعدة بيانات كرة القدم.إي يو (الإنجليزية)
- برايان ويلزي على موقع Soccerbase.com (لاعب) (الإنجليزية)